# Contea di Chesterfield (Virginia)
La contea di Chesterfield (in inglese Chesterfield County) è una contea dello Stato della Virginia, negli Stati Uniti. La popolazione al censimento del 2000 era di 259 903 abitanti. Il capoluogo di contea è Chesterfield Court House.